# Welch (Wirginia Zachodnia)
Welch – miasto w Stanach Zjednoczonych, w stanie Wirginia Zachodnia, w hrabstwie McDowell.